# Turniej o Łańcuch Herbowy Miasta Ostrowa Wielkopolskiego 1975
Turniej o Łańcuch Herbowy Miasta Ostrowa Wielkopolskiego 1975 – 23. edycja turnieju, który odbył się 4 października 1975 roku w Ostrowie Wielkopolskim. Turniej, który został zorganizowany przez działaczy Kolejarza Opole, był mecze międzypaństwowym pomiędzy reprezentacją Polski a reprezentacją ZSRR. Po meczu zorganizowany został bieg dodatkowy, w którym udział wzięło czterech zawodników z największą liczbą punktów, w którym zwyciężył Jerzy Szczakiel, który tym samym został zwycięzcą turnieju.

## Mecz
- Ostrów Wielkopolski, 4 października 1975

| Drużyna/Zawodnik | Biegi     | Punkty | Drużyna/Zawodnik  | Biegi     | Punkty |
| ---------------- | --------- | ------ | ----------------- | --------- | ------ |
| Polska           | Polska    | 46     | ZSRR              | ZSRR      | 32     |
| Jerzy Szczakiel  | (3,3,3,3) | 12     | Anatolij Kuźmin   | (2,0,1,0) | 3      |
| Henryk Ciomber   | (0,u)     | 0      | Szamil Nigmatulin | (1,1,1,0) | 3      |
| Andrzej Wyglenda | (2,0)     | 2      | Pawieł Chlinowski | (3,2,0,0) | 5      |
| Leonard Raba     | (1,1,1,2) | 5      | Aleksiej Rachimow | (0,0,0)   | 0      |
| Jerzy Kochman    | (2,3,1,1) | 7      | Wiktor Kuzniecow  | (1,2,1,2) | 6      |
| Paweł Waloszek   | (3,2,2,1) | 8      | Anatolij Frołow   | (0,2,2)   | 4      |
| Piotr Pyszny     | (2,3,3,3) | 11     | Władimir Paznikow | (3,3,2,3) | 11     |
| Alfred Siekierka | (1,d)     | 1      | Władimir Smirnow  | (ns)      | 0      |

## Bieg dodatkowy
1. Szczakiel, Kuzniecow, Pyszny, Paznikow